# اندیس اوشن
اوشن یک اندیس غیرفلزی است که در حوالی شهر کوهپایه استان اصفهان قرار دارد و مادهٔ معدنی موجود در آن، خاک صنعتی است.  